# Ілія I Александрійський
Ілія I Александрійський (X століття – 1000 рік) - грецький православний Папа і Патріарх Александрійський і всієї Африки з 963 по 1000 рік.
Вступив у полеміку з патріархом Антіохії Агапієм з приводу переміщення єпископів, оскільки сам Агапій зійшов на патріаршу кафедру з кафедри Алеппо.

## Зовнішні посилання
- http://www.patriarchateofalexandria.com The official web site of Greek Orthodox Patriarchate of Alexandria and All Africa